# Aeolis Palus
L'Aeolis Palus è una struttura geologica (Palus letteralmente è traducibile con palude) della superficie di Marte.

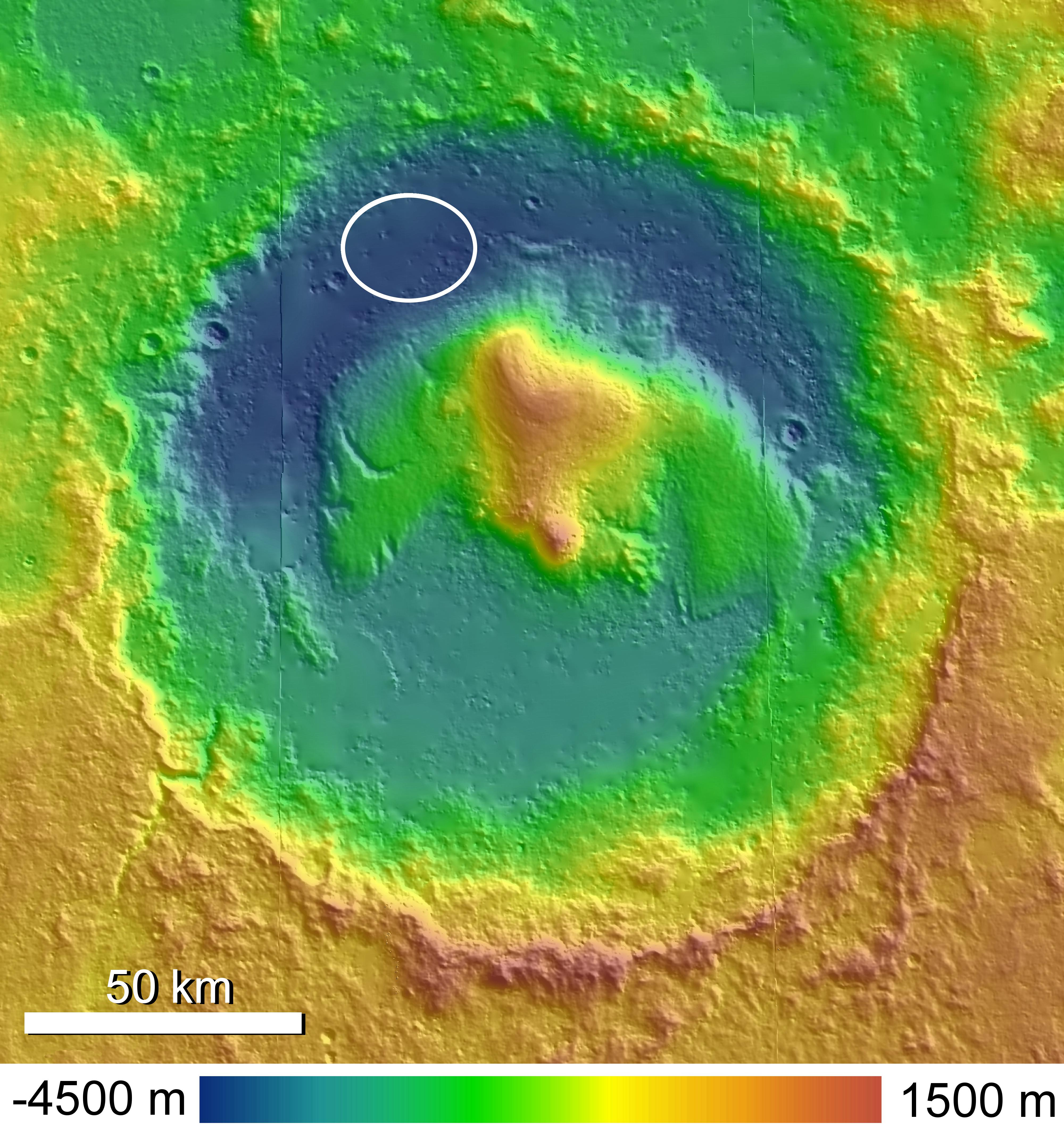
Mappa del cratere Gale con l'Aeolis Mons cresciuto al centro del cratere. La posizione del rover Curiosity è indicata da un'ellisse bianca sul nord-ovest del fondo del cratere, chiamato Aeolis Palus.

La missione Mars Science Laboratory della NASA lasciò un rover nella pianura del cratere nell'agosto 2012 per iniziare una missione dettagliata di esplorazione e di studio sistematico del pianeta. A partire dal 2013, il rover, denominato Curiosity, sta attualmente esplorando l'Aeolis Palus come parte della sua missione scientifica prevista di due anni.

## Esplorazione del veicolo spaziale
Il 5 agosto 2012, alle 22:32, ora del Pacific Daylight Time (Fuso orario del Pacifico) / (6 agosto 2012 alle 05:32 del Tempo coordinato universale), il controllo della missione al Jet Propulsion Laboratory ha ricevuto un segnale dal rover Curiosity che era atterrato con successo nel Quad 51 (una delle Maglie in cui è stata suddivisa convenzionalmente la superficie del pianeta e soprannominato "Yellowknifle") di Aeolis Palus. La missione del rover è quella di esplorare la superficie del cratere Gale concentrandosi prima vicino al suo luogo di atterraggio in Aeolis Palus e poi avventurarsi ai piedi delle vicine Aeolis Mons (nome non ufficiale, "Monte Sharp") per indagare sulle sue caratteristiche geologiche e la stratificazione.
Il 26 settembre 2013, gli scienziati della NASA hanno riferito che il Mars Rover Curiosity ha rilevato "abbondante e facilmente accessibile" acqua (da 1,5 a 3 per cento in peso) in campioni di suolo nella regione Rocknest di Aeolis Palus nel cratere Gale.
Inoltre, la NASA ha riferito che il rover ha trovato due principali tipi di terreno: a grana fine tipo femico e un derivato a livello locale, a grana grossa di tipo felsico.
Il tipo mafico, simile ad altri terreni marziani e polvere marziana, è stata associata con l'idratazione delle fasi amorfe del suolo. Inoltre, i perclorati, la cui presenza può far presumere difficile la rilevazione di molecole organiche correlate alla vita, sono stati trovati presso il sito di atterraggio del rover Curiosity (e precedenti presso il sito più polare del lander Phoenix) suggerendo una "distribuzione globale di questi sali". La NASA ha anche riferito che la Jake Matijevic, una roccia incontrata da Curiosity sul percorso per Glenelg, era una mugearite e molto simile alle rocce mugearitiche terrestri. Il 9 dicembre 2013, la NASA ha riferito che, sulla base di prove di Curiosity studiando Aeolis Palus, il cratere Gale conteneva un antico lago d'acqua dolce che avrebbe potuto essere un ambiente ospitale per la vita microbica.
Il 16 dicembre 2014, la NASA ha riferito rilevando, sulla base di misurazioni del Curiosity rover, un insolito aumento, per poi diminuire, delle quantità di metano nell'atmosfera del pianeta Marte; inoltre, perforando una roccia, il rover Curiosity ha rilevato composti organici in polvere. Oltre a ciò, sulla base di studi sul rapporto tra deuterio e idrogeno, gran parte dell'acqua nel cratere Gale su Marte è stato trovato che era stata persa in tempi antichi, prima che si formasse il letto di un lago nel cratere; successivamente, grandi quantità di acqua hanno continuato ad essere perse.

## Bradbury Landing
"Bradbury Landing" è il nome di un luogo nell'Aeolis Palus. È dove il rover Curiosity è approdato.
Le coordinate di questo sito sono: 4,5895° S 137,4417° E (4°35′22.2″S 137°26′30.12″E). La posizione del sito ha avuto quel nome in onore dello scrittore di fantascienza Ray Bradbury. La NASA ha annunciato il nome al 92º compleanno di Bradbury, il 22 agosto in onore dell'autore scomparso pochi mesi prima, il 5 giugno 2012. Michael Meyer, scienziato della NASA addetto al programma Curiosity, ha dichiarato: "Questa non è stata una scelta difficile per il team scientifico. Molti di noi e milioni di altri lettori si sono ispirati nella nostra vita ai romanzi che Ray Bradbury ha scritto sognando la possibilità di vita su Marte". Bradbury ha scritto una raccolta di racconti chiamati Cronache marziane nel 1940.
Il team di Curiosity ha inviato un messaggio su Twitter: "In tuo omaggio, dedichiamo il punto di atterraggio a te, Ray Bradbury. Saluti dal Bradbury Landing!". La NASA pubblicò un video di Bradbury che leggeva la sua poesia 'If Only We Had Taller Been'.

## Galleria d'immagini
- Il luogo di atterraggio di Curiosity rover nell'Aeolis Palus e dintorni — Panorama a 360 colori (10 agosto 2012).
- In onore del nome Bradbury Landing, la NASA rese pubblico il video di Ray Bradbury mentre legge la sua poesia 'If Only We Had Taller Been'.

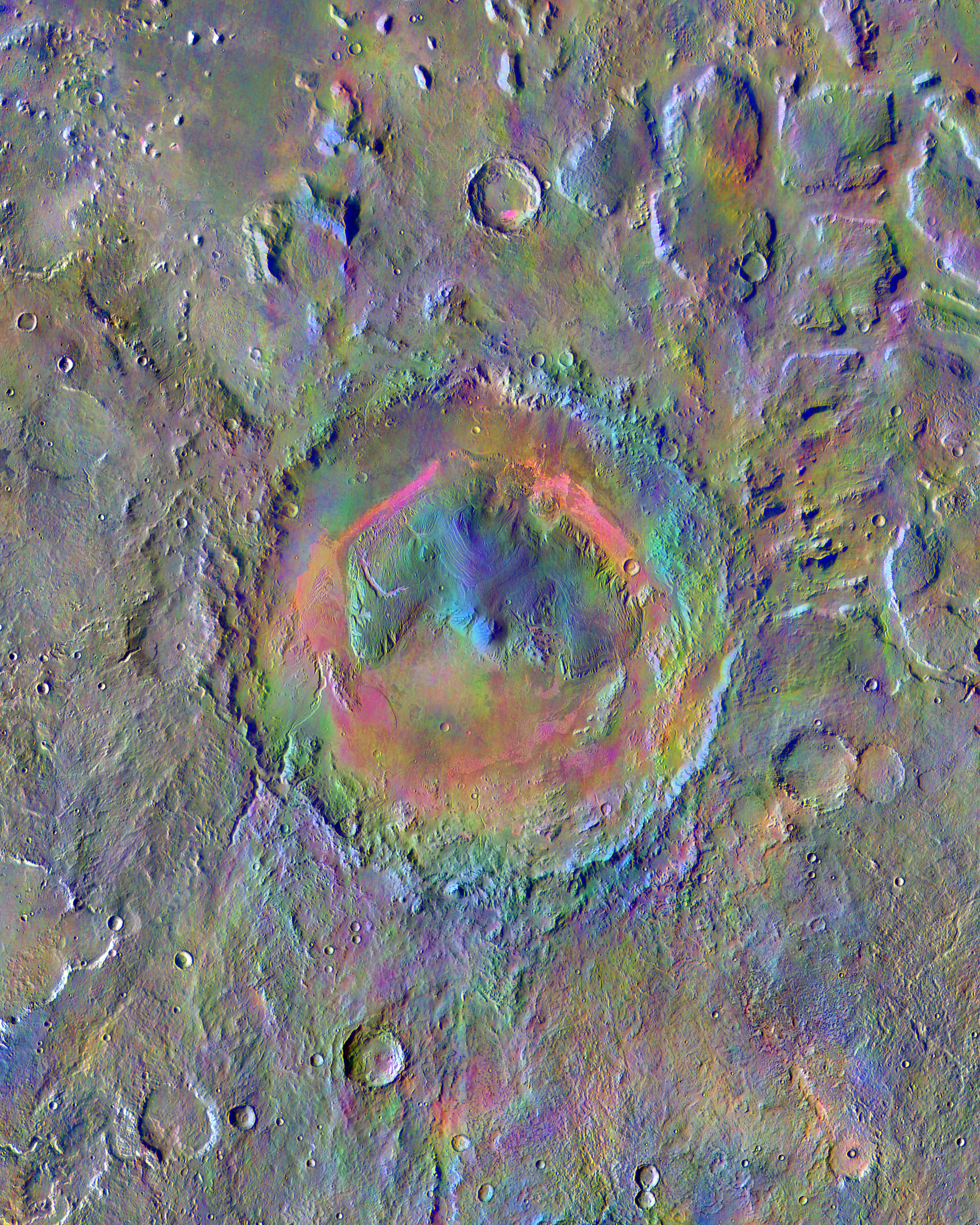
Cratere Gale - materiali della superficie (colori convenzionali); (THEMIS - Thermal Emission Imaging System); Mars Odyssey).
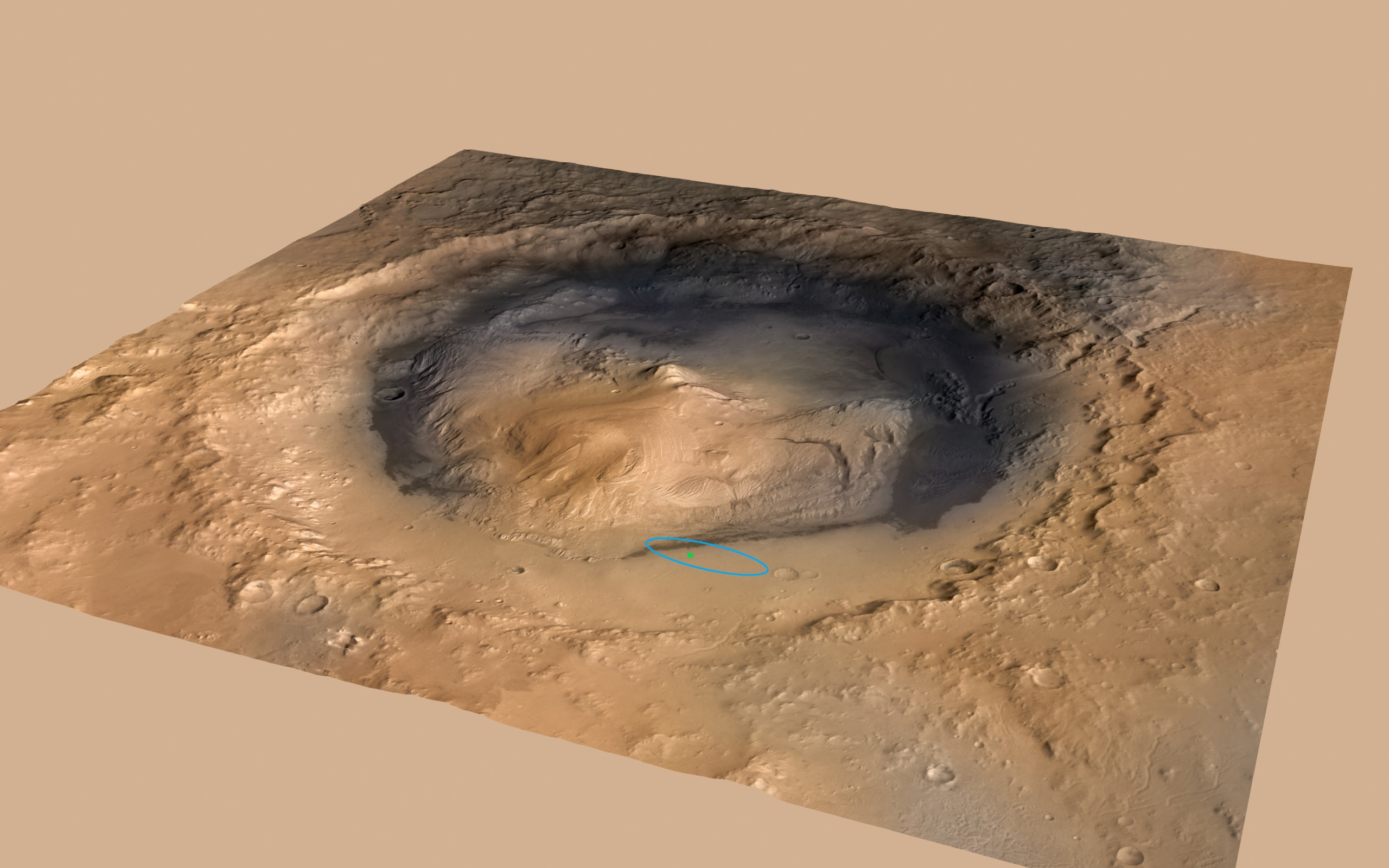
L'Aeolis Mons si eleva al centro del cratere Gale - Green dot segnalano il luogo di atterraggio del Curiosity rover nella Aeolis Palus.
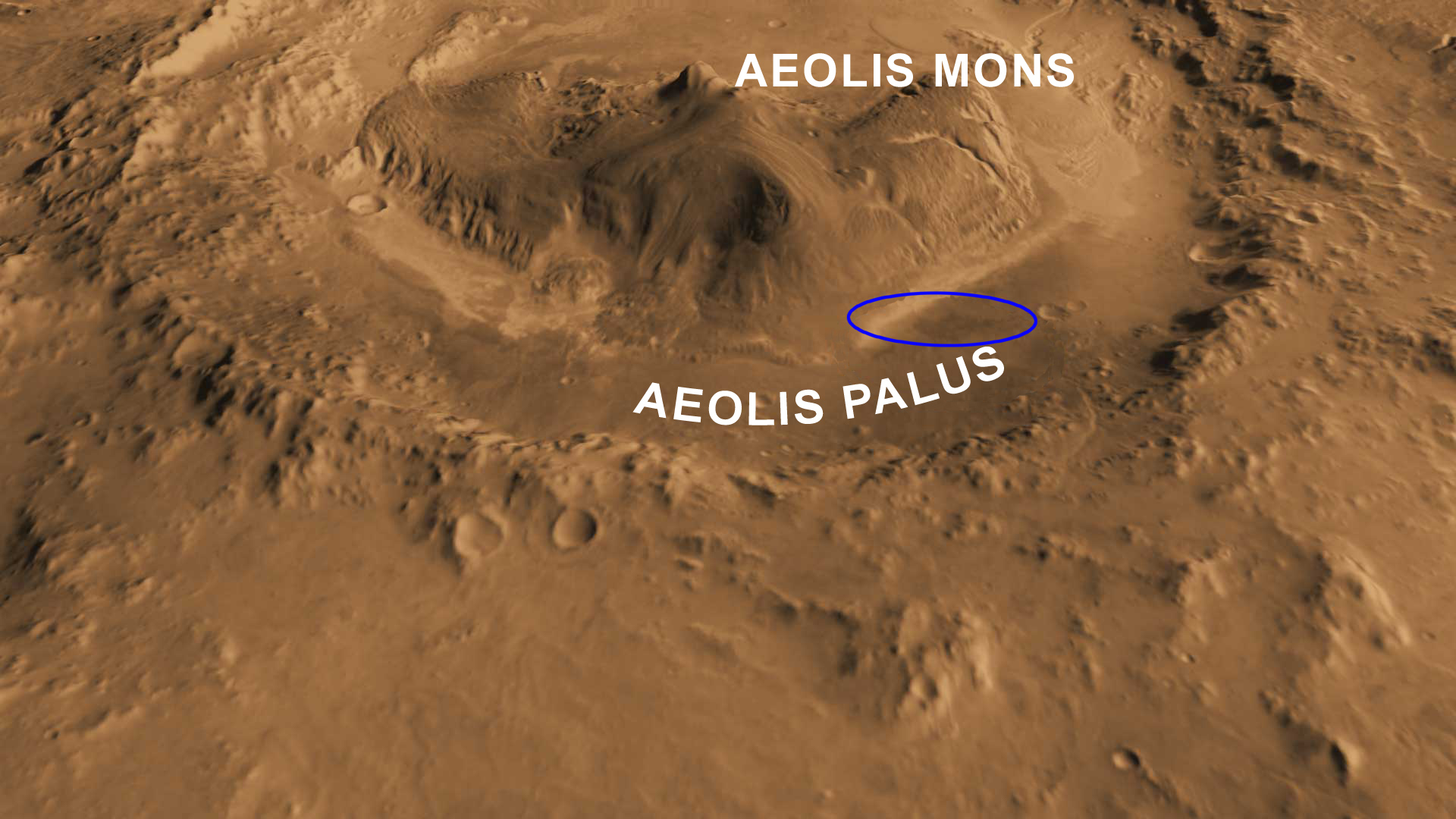
Cratere Gale - Il luogo di atterraggio è nella Aeolis Palus vicino al Aeolis Mons ("Mount Sharp") - La direzione nord è verso il basso.
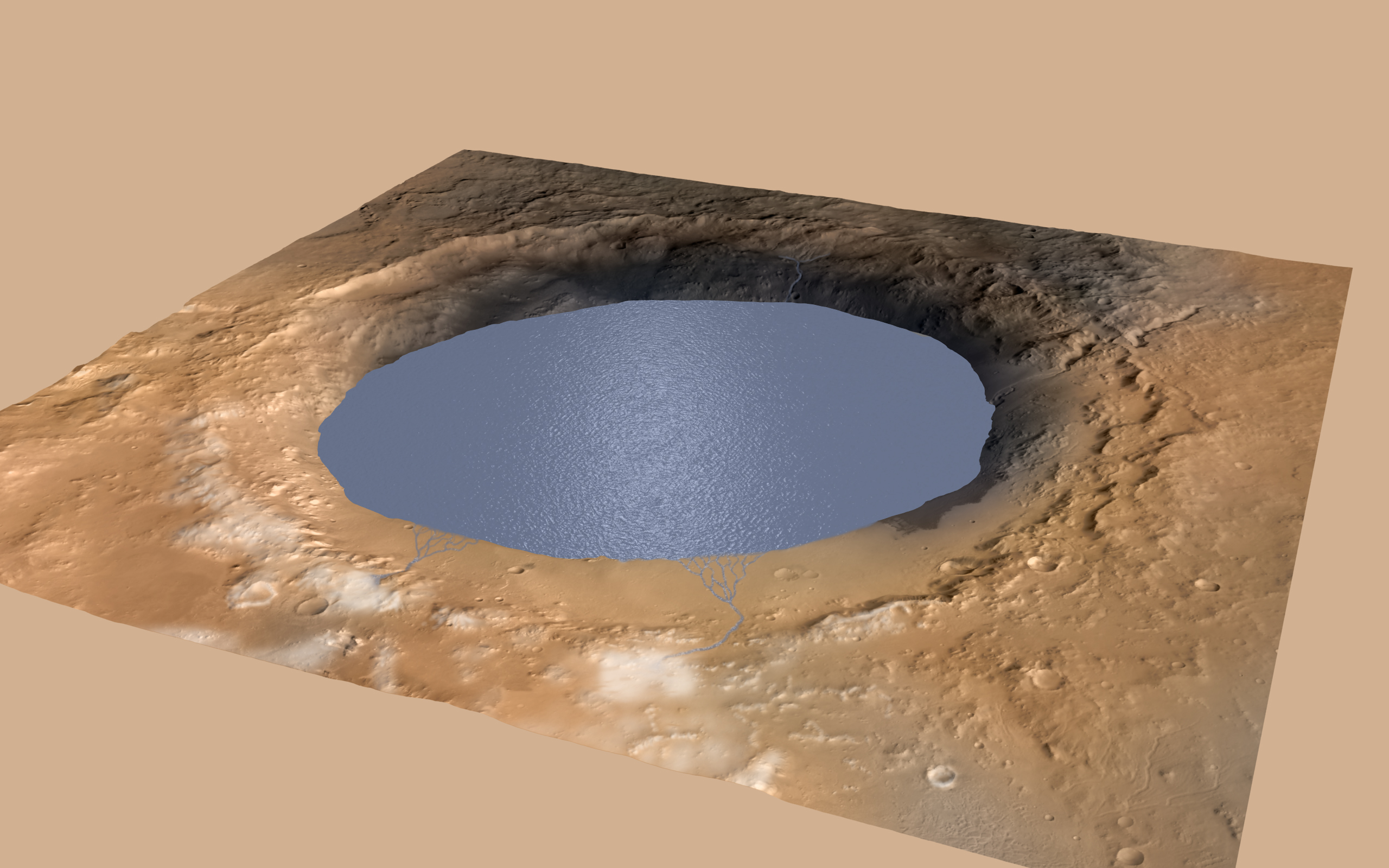
Antico lago che riempie il cratere Gale di Marte (simulazione).
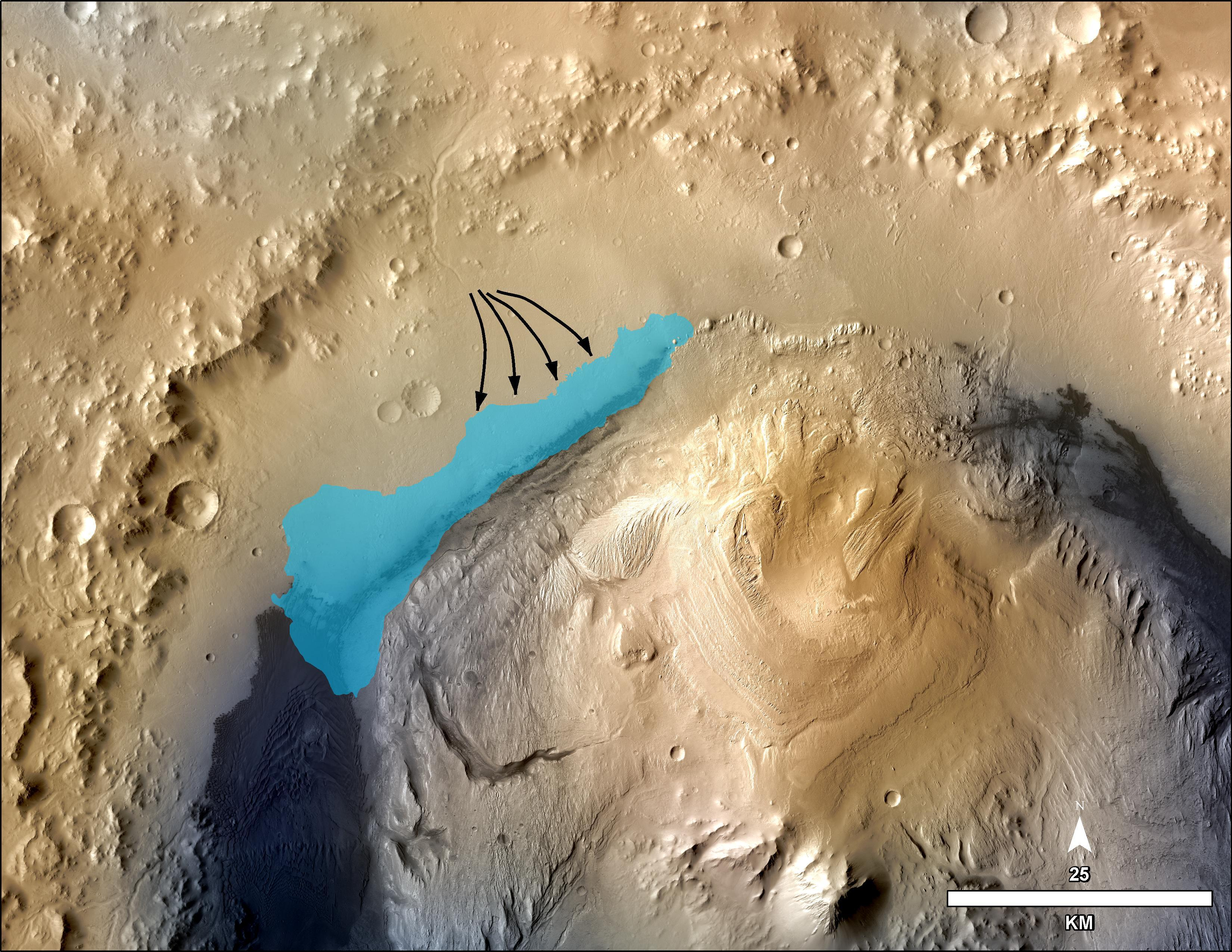
Antico lago nella Aeolis Palus del cratere Gale - probabili dimensioni (9 dicembre 2013).
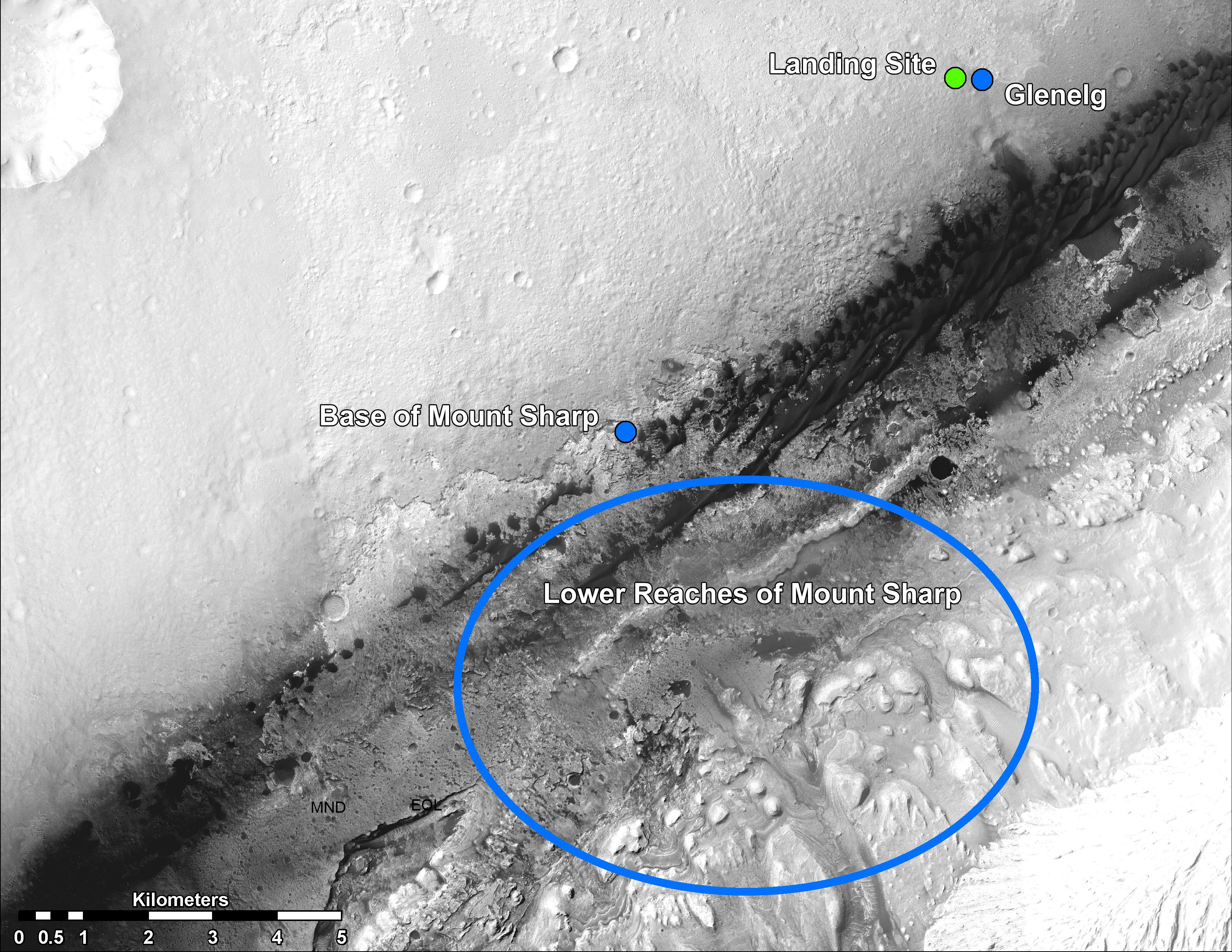
Il punto di atterraggio del Curiosity rover (punto verde) - Il punto blu segna il Glenelg Intrigue[19] - La linea blu segna la base del  "Mount Sharp", un'area che verrà esaminata dal rover.
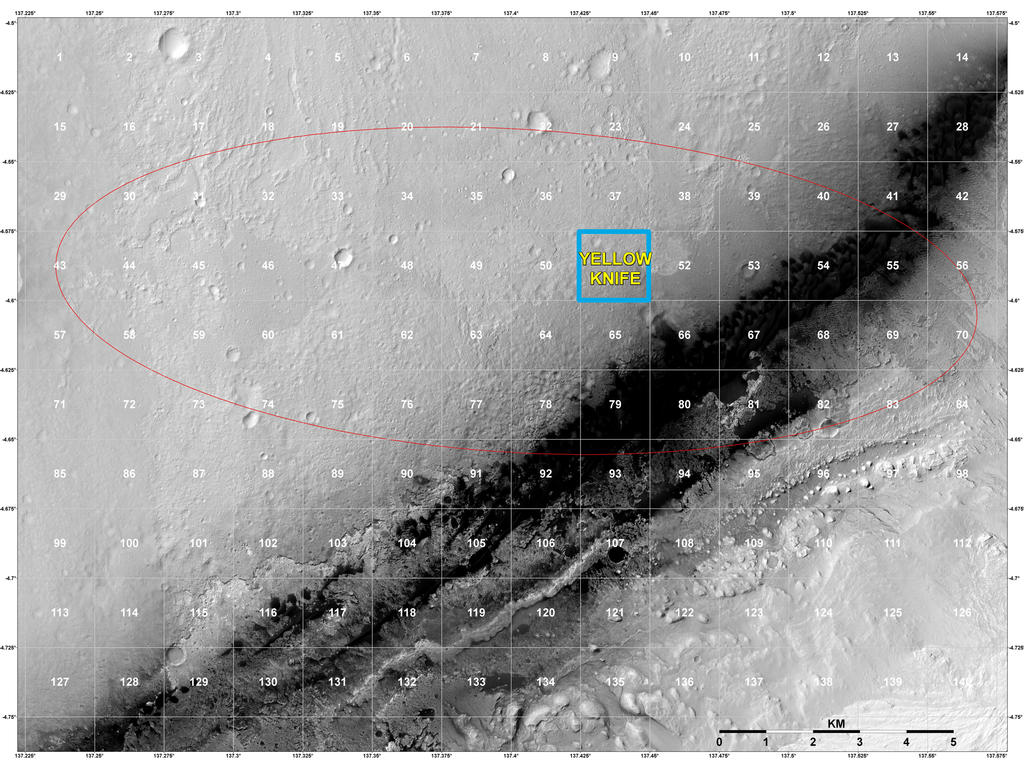
Zona di atterraggio del Curiosity rover - la "Maglia" include lo "Yellowknife" Quad 51 dell'Aeolis Palus in Cratere Gale.
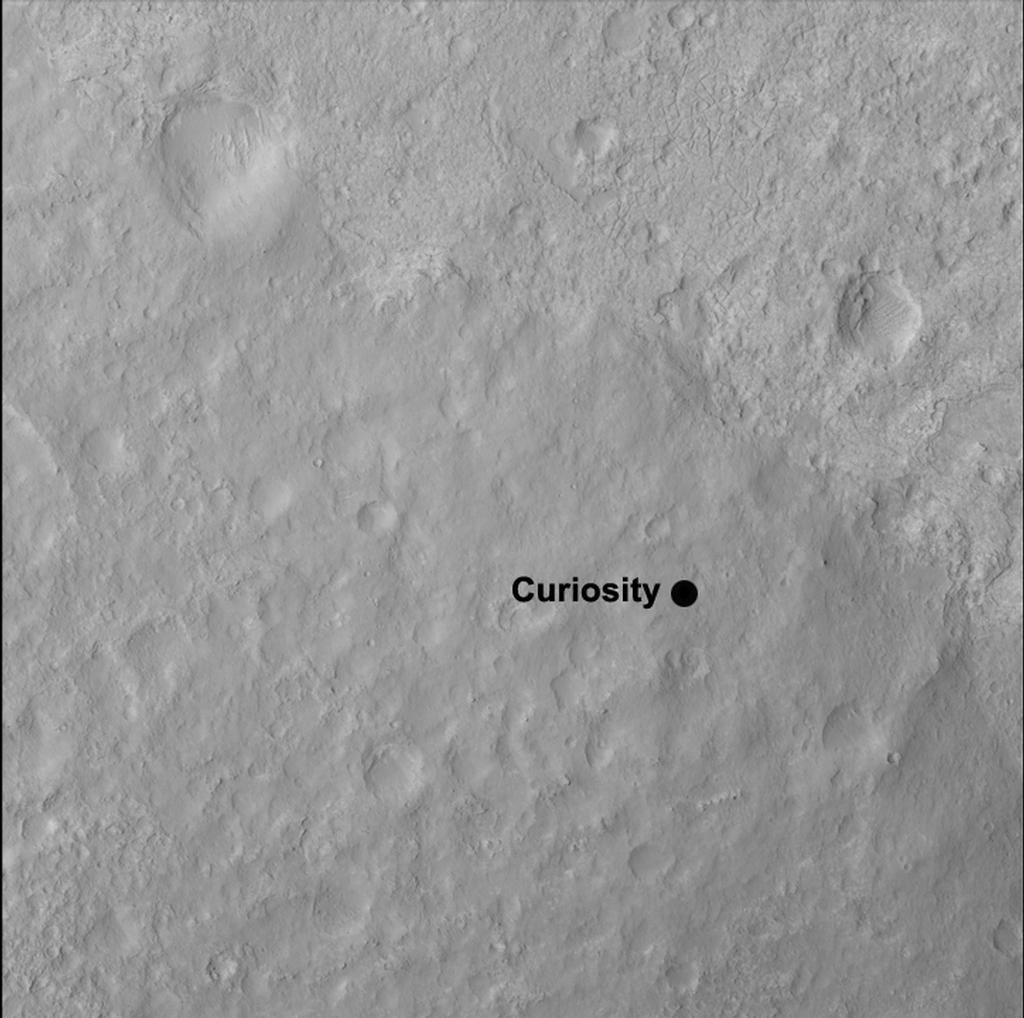
Luogo di atterraggio del Curiosity rover - Il Quad 51, soprannominato "Yellowknife" (dimensioni approssimative: 1 mi (1,6 km) per un 1 mi (1,6 km) ). È situato nella Aeolis Palus del cratere Gale.
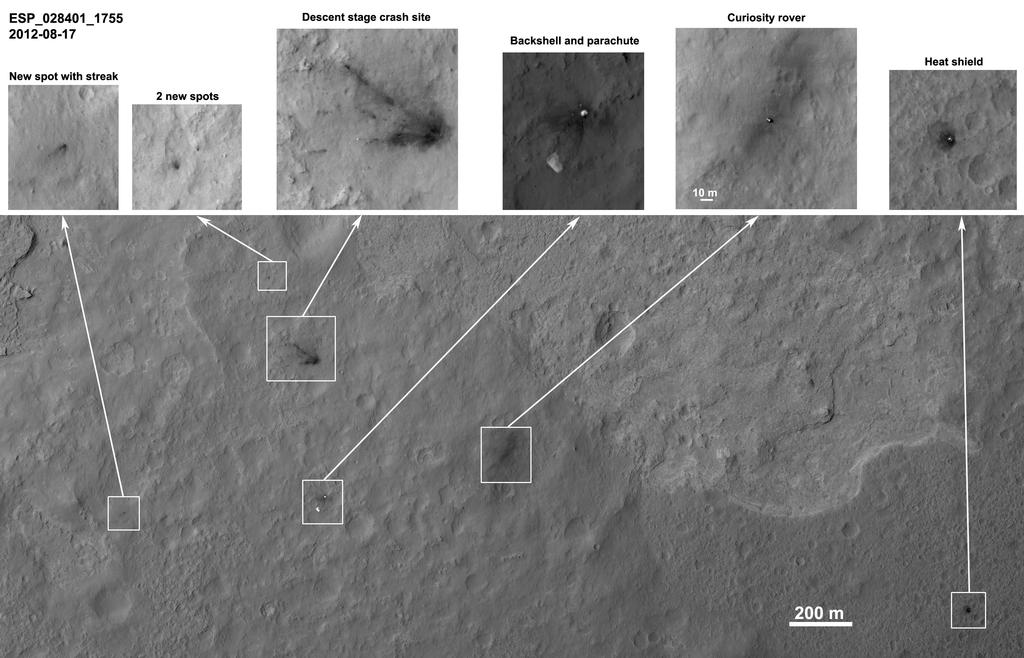
MSL detriti spaziali visti dall'High Resolution Imaging Science Experiment il 17 agosto 2012 - il paracadute è 615 m (2 018 ft) dal Curiosity Rover.[32] (3-D: rover & paracadute)
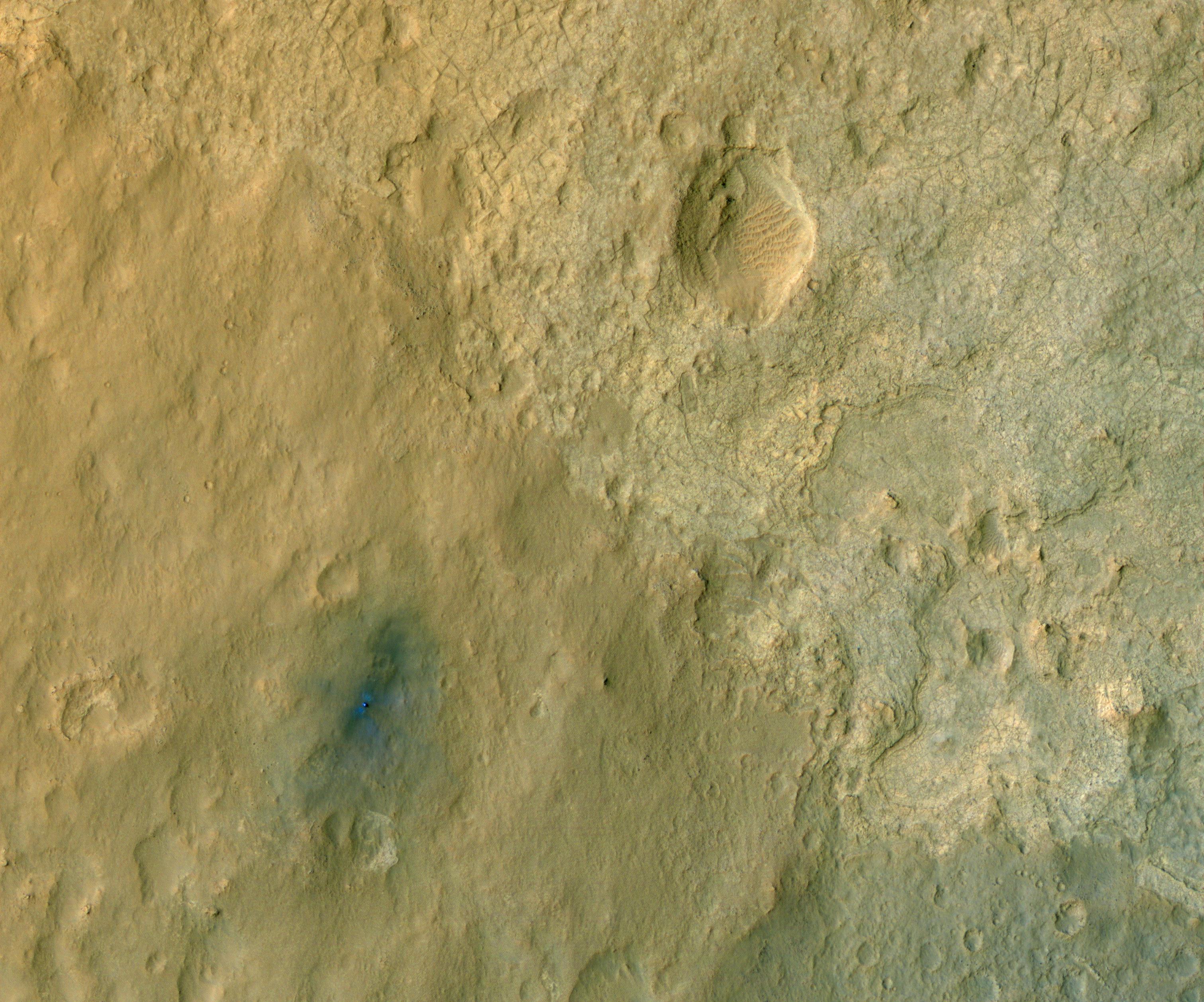
Il punto di atterraggio del Curiosity ("Bradbury Landing") visto dall'HiRISE (MRO) (14 agosto 2012).
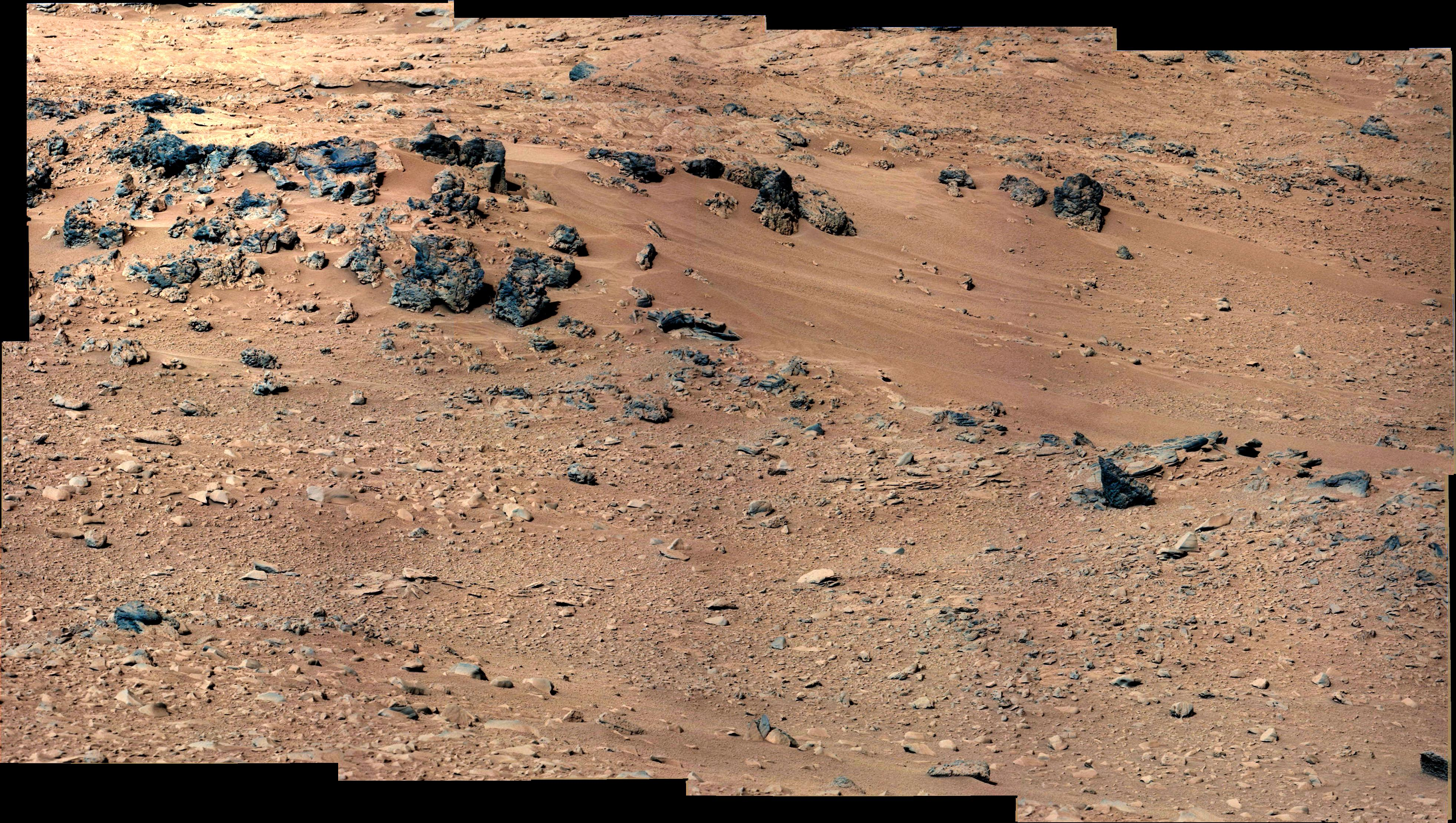
"Rocknest (Marte)" area sabbiosa nella Aeolis Palus - situata tra il "Bradbury Landing" e il Glenelg (28 settembre 2012).
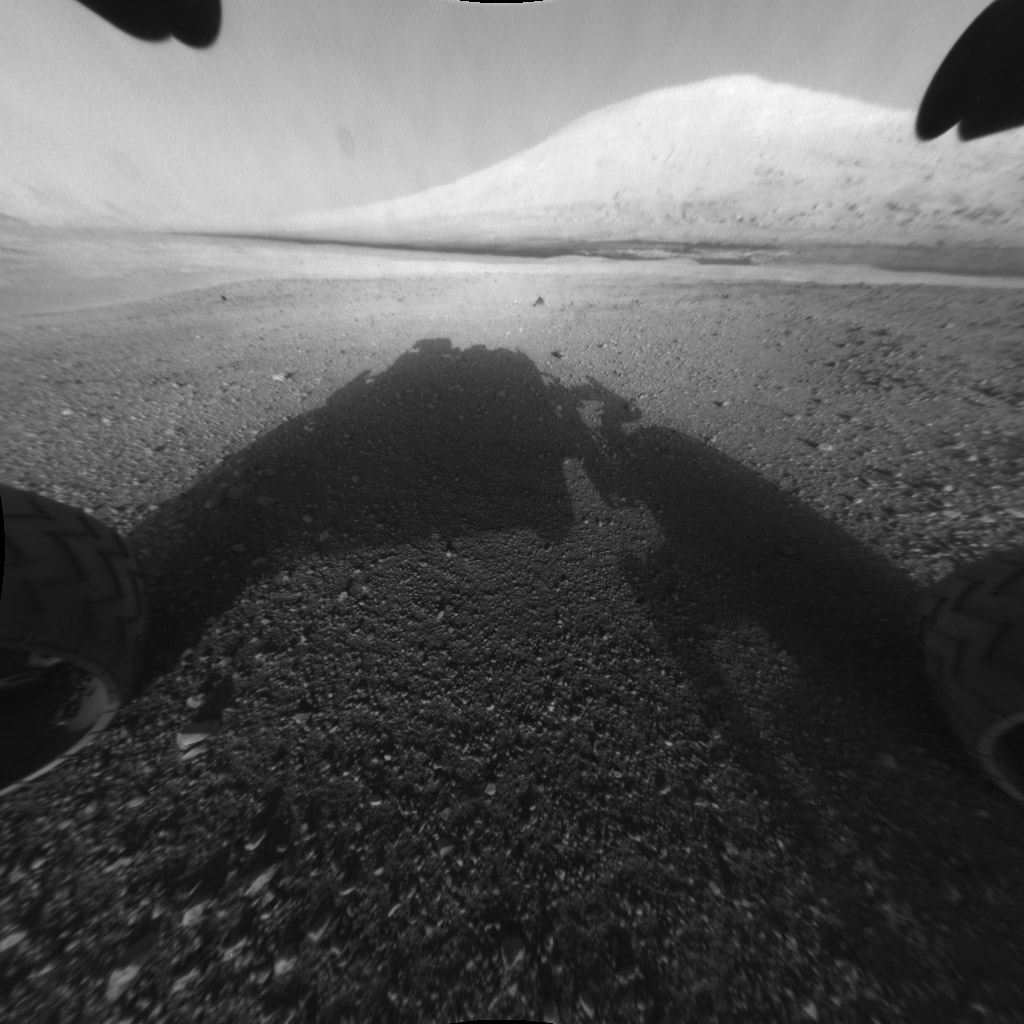
Aeolis Palus with Aeolis Mons ("Mount Sharp") visto dal Curiosity rover (6 agosto 2012).
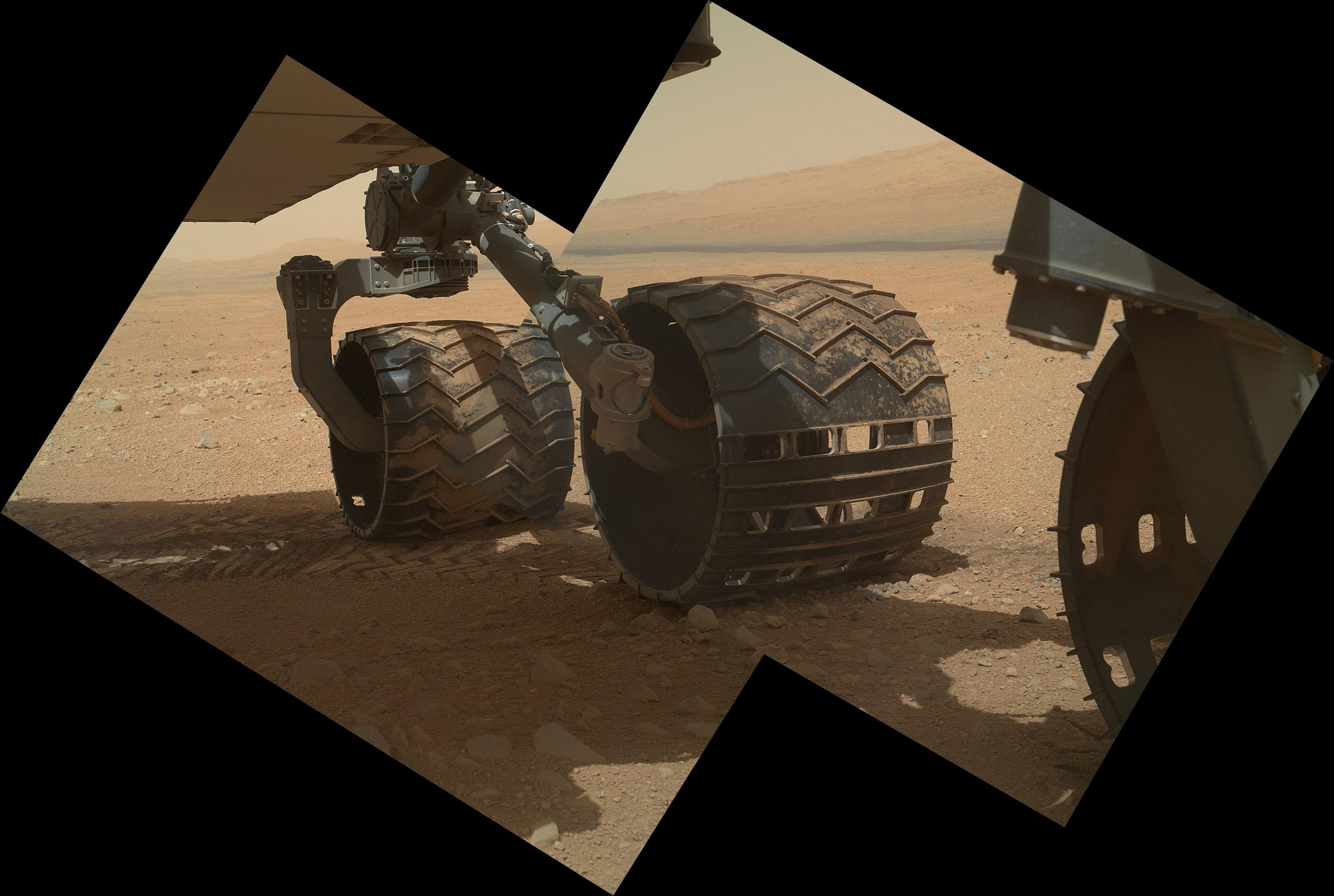
Le ruote del Curiosity rover - Il "Mount Sharp" è sullo sfondo (Mars Hand Lens Imager - MAHLI del rover) (9 settembre 2012).
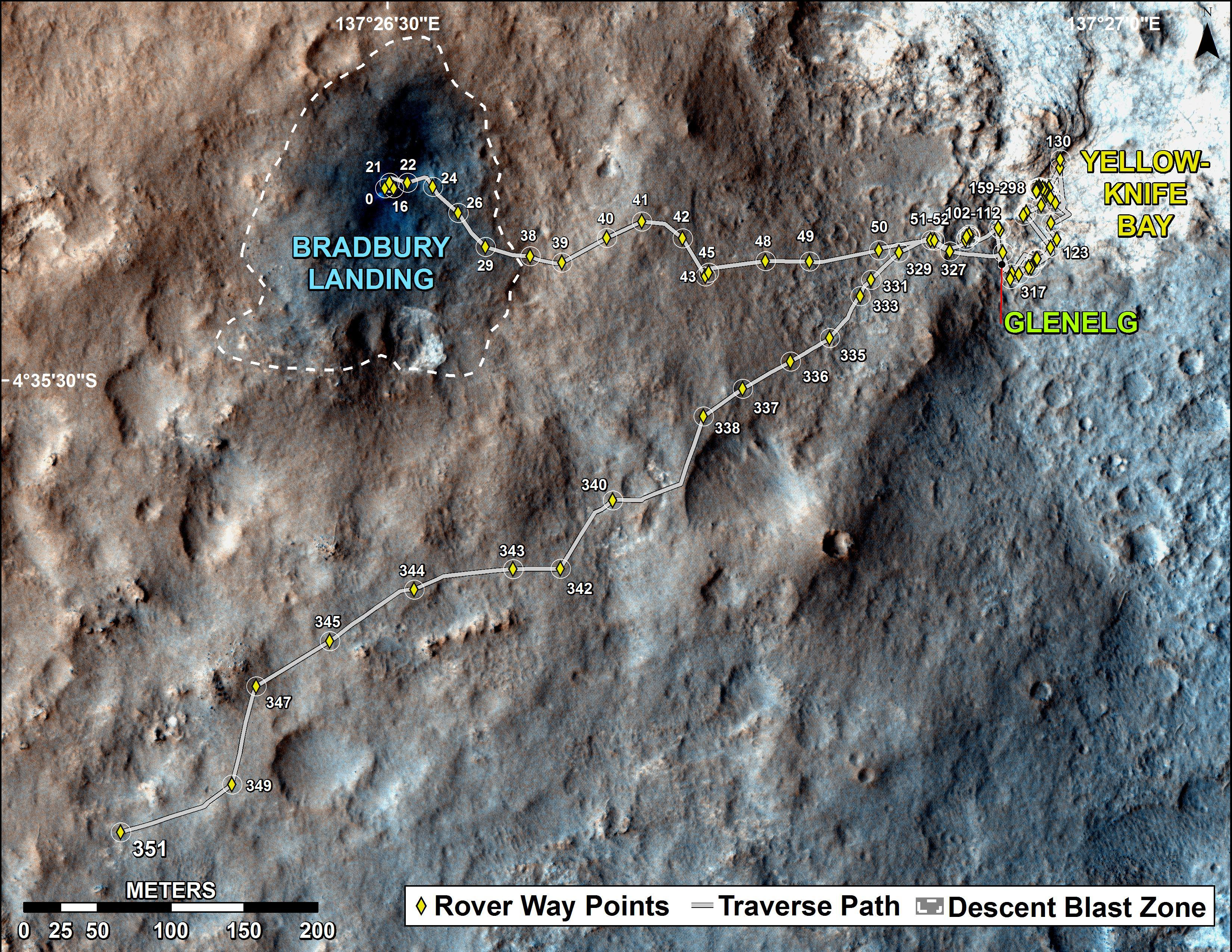
First-Year & First-Mile Traverse Map of the Curiosity rover on Mars (August 1, 2013) (3-D).